# Загальнослов'янський лінгвістичний атлас
Загальнослов’я́нський лінгвісти́чний а́тлас (ЗЛА) — міжнародний дослідницький проєкт з вивчення й лінгвістичного картографування фонетичних, лексичних, граматичних рис усіх слов’янських мов. Атлас покриває територію всіх слов’янських країн. Це один з найбільших міжнародних проєктів у історії діалектології та лінгвістичної географії як за обсягом досліджуваної території, так і за кількістю долучених слов’янських мов. Робота над ЗЛА почалася з 1958 року, відповідно до рішення IV Міжнародного з’їзду славістів (м. Москва).

## Учасники проєкту
У проєкті Загальнослов’янського лінгвістичного атласу беруть участь: Національна академія наук Білорусі, Академія наук і мистецтв Боснії та Герцеговина, Болгарська академія наук, Македонська академія наук і мистецтв, Сербський інститут (Німеччина), Польська академія наук, Російська академія наук, Національна академія наук України, Сербська академія наук і мистецтв, Словацька академія наук, Науково-дослідний центр Словенської академії наук і мистецтв, Хорватська академія наук і мистецтв, Академія наук Чеської Республіки, Чорногорська академія наук і мистецтв. Крім наукових установ названих країн, у роботі свого часу брали участь наукові інституції Австрії, Угорщини, Італії, Румунії. 

## Структура ЗЛА
ЗЛА виходить у двох серіях: перша охоплює лексику, словотвір, семантику; друга — граматику, фонетику і фонологію. Випуски кожної з цих серій мають свою нумерацію. 
Відповідно до двох серій Атласу, Комісією ЗЛА створено дві секції: лексико-словотвірна й фонетико-граматична. До організаційної структури ЗЛА входить також підсекція з узагальнювальної транскрипції. Ця підсекція опрацьовує способи подання на лексико-словотвірних картах узагальнених форм, які є результатом зведення фонетичних варіантів різних мов. Нещодавно почала також діяти комп’ютерна підсекція, яка займається підготовкою електронної версії Атласу і підтримкою сайту ЗЛА. 
Наразі опубліковано 8 видань фонетико-граматичної серії, у яких подано лінгвогеографічні дослідження рефлексів давніх голосних звуків, та 6 видань лексико-словотвірної серії, де проаналізовано групи слів різних груп лексики: тваринний, рослинний світ, домашнє господарство, приготування їжі, професії, громадське життя, людина. 
Матеріал Атласу дає можливість відповісти на питання: що в діалектній структурі сучасних слов’янських мов є праслов’янським спадком, а що склалося пізніше, в епоху міграцій під упливом факторів культурно-історичного характеру. Якщо раніше при вирішенні проблем етногенезу слов’ян долучалися розрізнені факти (а іноді лише інтуїція вченого), то матеріал Атласу містить тверду й переконливу аргументацію для їхнього вирішення .
З 1965 р. публікується збірник «Общеславянский лингвистический атлас. Материалы и исследования» [Архівовано 23 квітня 2021 у Wayback Machine.], у якому висвітлюються питання теорії та практики картографування Атласу, дослідження зі слов’янської діалектології та лінгвістичної географії.

## Українська частина у ЗЛА
У картографічній сітці ЗЛА представлено 132 українськомовні населені пункти, з яких 123 — в Україні, решта — в інших державах (Білорусі, Росії, Румунії). 
У процесі збирання українських матеріалів до ЗЛА брали участь 70 науковців зі всієї України, які представляли різні наукові установи й вищі навчальні заклади. Українські матеріали до ЗЛА було зібрано з 1965 до 1990 р.
Картографічні дослідження українського матеріалу в ЗЛА сьогодні здійснюються науковцями Інституту української мови (голова української комісії — П. Ю. Гриценко). 